# Selección femenina de fútbol de Puerto Rico
La selección femenina de fútbol de Puerto Rico es el equipo nacional de fútbol que representa a Puerto Rico en torneos y competencias internacionales femeniles como la Copa de Oro Femenina de la Concacaf. Su organización está a cargo de la Federación Puertorriqueña de Fútbol, la cual está afiliada a la Concacaf.

## Estadísticas

### Copa Mundial Femenina de Fútbol
| Edición | Resultado               | Posición                | PJ                      | PG                      | PE                      | PP                      | GF                      | GC                      |
| ------- | ----------------------- | ----------------------- | ----------------------- | ----------------------- | ----------------------- | ----------------------- | ----------------------- | ----------------------- |
| 1991    | No existía la selección | No existía la selección | No existía la selección | No existía la selección | No existía la selección | No existía la selección | No existía la selección | No existía la selección |
| 1995    | No existía la selección | No existía la selección | No existía la selección | No existía la selección | No existía la selección | No existía la selección | No existía la selección | No existía la selección |
| 1999    | No clasificó            | No clasificó            | No clasificó            | No clasificó            | No clasificó            | No clasificó            | No clasificó            | No clasificó            |
| 2003    | No participó            | No participó            | No participó            | No participó            | No participó            | No participó            | No participó            | No participó            |
| 2007    | No participó            | No participó            | No participó            | No participó            | No participó            | No participó            | No participó            | No participó            |
| 2011    | No clasificó            | No clasificó            | No clasificó            | No clasificó            | No clasificó            | No clasificó            | No clasificó            | No clasificó            |
| 2015    | No clasificó            | No clasificó            | No clasificó            | No clasificó            | No clasificó            | No clasificó            | No clasificó            | No clasificó            |
| 2019    | No clasificó            | No clasificó            | No clasificó            | No clasificó            | No clasificó            | No clasificó            | No clasificó            | No clasificó            |
| 2023    | No clasificó            | No clasificó            | No clasificó            | No clasificó            | No clasificó            | No clasificó            | No clasificó            | No clasificó            |
| 2027    | Por disputarse          | Por disputarse          | Por disputarse          | Por disputarse          | Por disputarse          | Por disputarse          | Por disputarse          | Por disputarse          |
| Total   | 0/9                     | -                       | -                       | -                       | -                       | -                       | -                       | -                       |

### Campeonato Femenino de la Concacaf
| Edición | Resultado               | Posición                | PJ                      | PG                      | PE                      | PP                      | GF                      | GC                      |
| ------- | ----------------------- | ----------------------- | ----------------------- | ----------------------- | ----------------------- | ----------------------- | ----------------------- | ----------------------- |
| 1991    | No existía la selección | No existía la selección | No existía la selección | No existía la selección | No existía la selección | No existía la selección | No existía la selección | No existía la selección |
| 1993    | No existía la selección | No existía la selección | No existía la selección | No existía la selección | No existía la selección | No existía la selección | No existía la selección | No existía la selección |
| 1994    | No existía la selección | No existía la selección | No existía la selección | No existía la selección | No existía la selección | No existía la selección | No existía la selección | No existía la selección |
| 1998    | Fase de grupos          | 8.º                     | 3                       | 0                       | 0                       | 3                       | 0                       | 38                      |
| 2000    | No participó            | No participó            | No participó            | No participó            | No participó            | No participó            | No participó            | No participó            |
| 2002    | No participó            | No participó            | No participó            | No participó            | No participó            | No participó            | No participó            | No participó            |
| 2006    | No participó            | No participó            | No participó            | No participó            | No participó            | No participó            | No participó            | No participó            |
| 2010    | No clasificó            | No clasificó            | No clasificó            | No clasificó            | No clasificó            | No clasificó            | No clasificó            | No clasificó            |
| 2014    | No clasificó            | No clasificó            | No clasificó            | No clasificó            | No clasificó            | No clasificó            | No clasificó            | No clasificó            |
| 2018    | No clasificó            | No clasificó            | No clasificó            | No clasificó            | No clasificó            | No clasificó            | No clasificó            | No clasificó            |
| 2022    | No clasificó            | No clasificó            | No clasificó            | No clasificó            | No clasificó            | No clasificó            | No clasificó            | No clasificó            |
| Total   | 1/11                    | 13.º                    | 3                       | 0                       | 0                       | 3                       | 0                       | 38                      |

### Copa Oro Femenina de la Concacaf
| Edición | Resultado      | Posición | PJ | PG | PE | PP | GF | GC |
| ------- | -------------- | -------- | -- | -- | -- | -- | -- | -- |
| 2024    | Fase de grupos | 9.º      | 3  | 1  | 0  | 2  | 2  | 4  |
| Total   | 1/1            | 9.º      | 3  | 1  | 0  | 2  | 2  | 4  |

## Últimos partidos y próximos encuentros
Actualizado al último partido jugado el 26 de febrero de 2025
| Fecha      | Ciudad              | Local             | Resultado | Visitante         | Competición                  |
| ---------- | ------------------- | ----------------- | --------- | ----------------- | ---------------------------- |
| 22-09-2023 | Ciudad de México    | México            | 2:1       | Puerto Rico       | Clas. Copa Oro Femenina 2024 |
| 27-10-2023 | Puerto España       | Trinidad y Tobago | 1:2       | Puerto Rico       | Clas. Copa Oro Femenina 2024 |
| 31-10-2023 | Bayamón             | Puerto Rico       | 0:0       | Trinidad y Tobago | Clas. Copa Oro Femenina 2024 |
| 01-12-2023 | Bayamón             | Puerto Rico       | 0:3       | México            | Clas. Copa Oro Femenina 2024 |
| 17-02-2024 | Carson              | Puerto Rico       | 1:0       | Haití             | Clas. Copa Oro Femenina 2024 |
| 21-02-2024 | San Diego           | Puerto Rico       | 0:1       | Brasil            | Copa Oro Femenina 2024       |
| 24-02-2024 | San Diego           | Puerto Rico       | 2:1       | Panamá            | Copa Oro Femenina 2024       |
| 27-02-2024 | San Diego           | Puerto Rico       | 0:2       | Colombia          | Copa Oro Femenina 2024       |
| 03-04-2024 | Mayagüez            | Puerto Rico       | 12:0      | Islas Caimán      | Partido amistoso             |
| 06-04-2024 | San Juan            | Islas Caimán      | 0:8       | Puerto Rico       | Partido amistoso             |
| 20-02-2025 | Alanya              | Estonia           | 0:1       | Puerto Rico       | Turkish Women's Cup 2025     |
| 23-02-2025 | Antalya             | Irán              | 1:1       | Puerto Rico       | Turkish Women's Cup 2025     |
| 26-02-2025 | Aksu                | Puerto Rico       | 2:0       | Irán              | Turkish Women's Cup 2025     |
| 28-05-2025 | Ciudad de Guatemala | Guatemala         | -:-       | Puerto Rico       | Partido amistoso             |

## Evolución del uniforme
| Titular | Alternativo |
|         |             |

| Titular | Alternativo |
|         |             |

| Titular | Alternativo |
|         |             |

| Titular | Alternativo |
|         |             |

| Titular | Alternativo |
|         |             |

| Titular | Alternativo |
|         |             |

## Jugadoras

### Plantilla actual
Actualizado a febrero de 2021, nómina para los partidos amistosos contra República Dominicana.
| N.º | Nombre            | Posición      | Edad    | Goles | Club                             |
| --- | ----------------- | ------------- | ------- | ----- | -------------------------------- |
| -   | Karla Guzmán      | Portera       |         | 0     | BRFC Residential Academy         |
| -   | JLo Varada        | Portera       | 22 años | 0     | IMG Academy                      |
| -   | Adriana Font      | Defensa       | 27 años | 0     | UPR Mayagüez                     |
| -   | Kelley Johnson    | Defensa       | 32 años | 0     | Desconocido                      |
| -   | Mirianée Zaragoza | Defensa       | 26 años | 0     | Bayamón F.C.                     |
| -   | Sofia Rivera      | Defensa       |         | 0     | Bayamón F.C.                     |
| -   | Lynette Hawkins   | Defensa       | 24 años | 0     | Western Illinois Leathernecks    |
| -   | Julia Rodríguez   | Defensa       | 23 años | 0     | Tampa Spartans                   |
| -   | Jasmin Hilliard   | Defensa       | 26 años | 0     | Desconocido                      |
| -   | Kiara Rodríguez   | Defensa       |         | 0     | West Coast SC                    |
| -   | Paola Morales     | Mediocampista | 25 años | 0     | Cal State San Bernardino Coyotes |
| -   | María José Cancio | Mediocampista |         | 0     | Christian Brothers Buccaneers    |
| -   | Malina Pardo      | Mediocampista | 23 años | 0     | UNC Wilmington Seahawks          |
| -   | María Luisa Colón | Mediocampista | 23 años | 0     | Babson College                   |
| -   | Adriana Tirado    | Mediocampista | 26 años | 1     | Bayamón F.C.                     |
| -   | Laura Suárez      | Mediocampista | 32 años | 2     | Levante B                        |
| -   | Juliana Vázquez   | Mediocampista | 28 años | 0     | Puerto Rico Sol FC               |
| -   | Ally Filipkowski  | Mediocampista | 25 años | 0     | Fairfield Stags                  |
| -   | Elainya Hawkins   | Mediocampista |         | 0     | Western Illinois Leathernecks    |
| -   | Diandra Aliaga    | Mediocampista | 28 años | 1     | Houston Aces                     |
| -   | Daniela Cianchini | Delantera     |         | 0     | Life Running Eagles              |
| -   | Nelia Pérez       | Delantera     |         | 0     | Desconocido                      |
| -   | Idelys Vázquez    | Delantera     | 24 años | 0     | VCU Rams                         |
| -   | Ana Díaz          | Delantera     | 24 años | 0     | Georgia State Panthers           |
| -   | Ariana Rivera     | Delantera     |         | 0     | Caribbean Stars                  |

## Entrenadores

### Listado de entrenadores
| Entrenador         | Periodo         |
| ------------------ | --------------- |
| Carlos Avedissian  | 2015 - 2016     |
| Shek Borkowski     | 2017 - 2018     |
| David Guillemat    | 2018 - 2019     |
| Juan Carlos Parra  | 2019 - 2021     |
| Chris Brown        | 2021            |
| Nathaniel González | 2021 - Presente |